# Mateu Isern Estela
Mateu Isern Estela (Palma, 4 d'abril de 1959) és un polític mallorquí, va ser batle de Palma entre 2011 i 2015, des del 2019 és regidor de l'Ajuntament de Palma pel Partit Popular.
Va estudiar al col·legi Lluís Vives i el 1976 va començar a estudiar dret a la Universitat de les Illes Balears, llicenciant-se el 1981.
Va treballar com a cap dels serveis jurídics al Banc de Crèdit Balear, on va coincidir amb Félix Pons Irazazábal, que seria president del Congrés dels Diputats i amb l'advocat Tomeu Sitjar. Durant el temps que hi va treballar va assessorar l'entitat en matèries d'execucions hipotecàries.
Militant des del 1991 al Partit Popular de Balears, va formar part del consell d'administració de la Societat Municipal d'Aparcaments, sent gerent el secretari general del PP a Palma, Álvaro Gijón. Fou cap de llista a les eleccions municipals de 2011, guanyant la batlia de Palma amb majoria absoluta. Després de les eleccions municipals espanyoles de 2015 fou desplaçat de la batlia de Palma per una coalició d'esquerres encapçalada pel socialista José Hila Vargas. Tanmateix, fou elegit diputat a les eleccions generals espanyoles de 2015.